# Aleida Meijs
Maria Adelheid (Aleida) Theodora Meijs (Breda, 2 februari 1936) is een Nederlands humanist. Ze behoorde tot de oprichters van de stichting Algemeen Humanistisch Trefpunt.
Meijs is geboren te Breda. Rond 1977 werd ze lid van het Humanistisch Verbond, afdeling Leiden, waar ze al snel voorzitter werd. In de periode 1979 tot 1981 was ze lid van het hoofdbestuur van het Humanistisch Verbond. Meijs behoorde tot de groep van 'verontrusten' rond Jan Rutgers, die afwezen dat het Humanistisch Verbond een politiek standpunt innam ten aanzien van kernwapens. Op 14 november 1981 nam de Verbondsraad een motie aan waarin het hoofdbestuur juist werd verzocht een standpunt in te nemen inzake kernwapens. De verontrusten dolven aldus het onderspit.
Op 21 november, de dag van een grote anti-kernwapendemonstratie in Amsterdam, trad Meijs uit het hoofdbestuur. Ook trad ze uit het bestuur van het Landelijk Centrum voor Huwelijkscontacten. Meijs behoorde vervolgens op 8 februari 1982 met Jan Rutgers, J.P. Mazure en J.G. (Jan) Tromp tot de oprichters van de stichting Algemeen Humanistisch Trefpunt. Ze werd secretaris van deze stichting tot de opheffing ervan in 1992.
Meijs was tot diens dood (2005) gehuwd met het Eerste Kamerlid Guus Zoutendijk. Het echtpaar kreeg twee kinderen.